# Turukkéens
Les Turukkéens (Turukkū) étaient une population vivant dans l'actuel Kurdistan irakien et iranien dans la première moitié du IIe millénaire av. J.-C. Il s'agit sans doute d'un groupe hourrite, ou bien apparenté aux Hourrites.
Les Turukkéens sont connus par les archives contemporaines retrouvées Mari, et surtout par les textes découverts sur le site de Tell Shemshara, l'antique Shusharra, capitale du petit royaume turukkéen d'Utum, situé sur le cours moyen du Petit Zab.
Les Turukkéens vivaient dans les contreforts du nord-ouest du Zagros. Leur foyer était peut-être la région du Lac d'Urmiah, où on a découvert des niveaux archéologiques contemporains dans le site d'Hasanlu. Ils étaient divisés en plusieurs petits royaumes, parmi lesquels un des plus importants était le Itapalhum. Le royaume de Shusharra était un de ses vassaux. Les Turukkéens sont en conflit constant avec les Gutis, qui vivent au sud de la zone qu'ils peuplent. 
Au début du XVIIIe siècle, le roi Samsi-Addu d'Ekallatum envoie son fils Ishme-Dagan soumettre plusieurs royaumes turukkéens, dont Shusharra (qui se rend sans combattre), avec l'aide du roi Dadusha d'Eshnunna. Il ne garde pas longtemps le contrôle de cette région, puisqu'une grande révolte survient en pays turukkéen, et est matée avec beaucoup de difficultés, juste avant que le royaume de Samsi-Addu ne s'effondre. On sait que par la suite un roi turukkéen, Zaziya, fut actif dans la région, et causa de nombreuses difficultés à Ishme-Dagan monté sur le trône d'Ekallatum. La région est finalement soumise par Hammourabi de Babylone quand ce dernier s'empare de la Haute Mésopotamie (vers 1760), et après cela les Turukkéens disparaissent de l'histoire, sans doute fondus dans la masse de population hourrite qui devient alors prépondérante dans cette région.